# Sueños inalcanzables
Sueños inalcanzables es el segundo álbum de estudio de Camela, fue lanzado en 1995 en España. Un año después de entrar en el mercado, todavía aparecía en las listas de ventas. En 1998, se utilizaron algunas de estas canciones para un casete en serie económica, titulado "Sueños".

## Pistas
Todas las canciones escritas y compuestas por Miguel Ángel Cabrera Jiménez. 
| Sueños Inalcanzables |                                   |          |  |
| N.º                  | Título                            | Duración |  |
| 1.                   | «Sueños inalcanzables»            | 3:40     |  |
| 2.                   | «Guarda tus palabras»             | 4:03     |  |
| 3.                   | «Háblale de mí»                   | 3:30     |  |
| 4.                   | «Vivir por vivir»                 | 3:19     |  |
| 5.                   | «La estación del querer»          | 3:46     |  |
| 6.                   | «Marioneta de su vida (2ª parte)» | 4:16     |  |
| 7.                   | «Espina de amor (nueva versión)»  | 3:36     |  |
| 8.                   | «Un cielo sin estrellas»          | 3:45     |  |
| 9.                   | «Vuelve junto a mí»               | 4:03     |  |
| 10.                  | «Morir de amor»                   | 4:01     |  |
| 11.                  | «¿Qué he conseguido?»             | 3:15     |  |
| 12.                  | «No puedo enamorarme»             | 3:52     |  |
| 45:06                |                                   |          |  |

## Posicionamiento
| Lista  | Proveedor  | Posición | Certificación | Ventas   |
| ------ | ---------- | -------- | ------------- | -------- |
| España | Promusicae | 16       | 4x Platino    | 400 000+ |

## Versiones
En Chile, el recordado programa infantil "Cachureos" realizó un cóver del tema "Sueños inalcanzables", interpretado por uno de sus personajes: el Conejo Wenceslao. Dicho cóver se estrenó en 1997.